# WibiData
WibiData fue una empresa de software que desarrollaba aplicaciones de macrodatos para que las empresas personalizaran las experiencias de sus clientes. Desarrolló aplicaciones basadas en tecnologías de código abierto Apache Hadoop, Apache Cassandra, Apache HBase, Apache Avro y Kiji Project. Wibidata fue fundada bajo el nombre de Odiago en 2010 por Christophe Bisciglia, Aaron Kimball y Garrett Wu. Con sede en San Francisco, California, WibiData fue respaldada por inversores como Canaan Partners, New Enterprise Associates, SV Angel y Eric Schmidt.
En 2014, WibiData despidió a gran parte de su personal, afirmando que se estaban «reorientando».